# دونا ألين
دونا ألين (بالإنجليزية: Donna Allen)‏ هي مغنية أمريكية، ولدت في القرن العشرين في كي ويست في الولايات المتحدة.

## وصلات خارجية
- الموقع الرسمي
- دونا ألين على موقع IMDb (الإنجليزية)
- دونا ألين على موقع ميوزك برينز (الإنجليزية)
- دونا ألين على موقع أول ميوزيك (الإنجليزية)
- دونا ألين على موقع ديسكوغز (الإنجليزية)